# Willy van de Kerkhof
Wilhelmus Anthonius van de Kerkhof (Helmond, Brabante Septentrional, 16 de septiembre de 1951) es un exfutbolista neerlandés.

## Trayectoria
Willy y su hermano René van de Kerkhof fueron miembros de la selección que quedó subcampeona de la Copa Mundial de Fútbol en dos ocasiones consecutivas, la selección de fútbol de los Países Bajos. Fue seleccionado por Pelé en marzo de 2004 como uno de los 125 mejores jugadores vivos en la historia.

## Selección nacional
Ha sido internacional con la selección de fútbol de los Países Bajos en 63 ocasiones en las que anotó cinco goles.

### Participaciones en Copas del Mundo
| Mundial                        | Sede      | Resultado  |
| ------------------------------ | --------- | ---------- |
| Copa Mundial de Fútbol de 1974 | Alemania  | Subcampeón |
| Copa Mundial de Fútbol de 1978 | Argentina | Subcampeón |

## Clubes
| Club          | País         | Año       |
| ------------- | ------------ | --------- |
| FC Twente     | Países Bajos | 1970-1973 |
| PSV Eindhoven | Países Bajos | 1973-1988 |

## Palmarés

### Campeonatos nacionales
| Título                   | Club          | País         | Año  |
| ------------------------ | ------------- | ------------ | ---- |
| Copa de los Países Bajos | PSV Eindhoven | Países Bajos | 1974 |
| Eredivisie               | PSV Eindhoven | Países Bajos | 1975 |
| Eredivisie               | PSV Eindhoven | Países Bajos | 1976 |
| Copa de los Países Bajos | PSV Eindhoven | Países Bajos | 1976 |
| Eredivisie               | PSV Eindhoven | Países Bajos | 1978 |
| Eredivisie               | PSV Eindhoven | Países Bajos | 1986 |
| Eredivisie               | PSV Eindhoven | Países Bajos | 1987 |
| Eredivisie               | PSV Eindhoven | Países Bajos | 1988 |
| Copa de los Países Bajos | PSV Eindhoven | Países Bajos | 1988 |

### Copas internacionales
| Título          | Club          | País         | Año  |
| --------------- | ------------- | ------------ | ---- |
| Copa de la UEFA | PSV Eindhoven | Países Bajos | 1978 |
| Copa de Europa  | PSV Eindhoven | Países Bajos | 1988 |

- Datos: Q297622
- Multimedia: Willy van de Kerkhof / Q297622